# Eicissus
Eicissus is een geslacht van halfvleugeligen uit de familie Epipygidae. De wetenschappelijke naam van dit geslacht is voor het eerst geldig gepubliceerd in 1897 door Fowler.

## Soorten
Het geslacht Eicissus omvat de volgende soorten:
- Eicissus decipiens Fowler, 1897
- Eicissus tenuifasciatus Jacobi, 1921